# Hestovatohkeo'o
Hestovatohkeo'o (Héstova'kéhe, Héstóvátóhke, Héstova'éhe (Cheyenne), Anuk Ite, Anog Ite, Anukite, Anuk-Ité, Anuk Ite Win, Winyan Nupa (Sioux); Two-Face Double-Face, Sharp-Elbows), Two-Face je zlonamjerno humanoidno čudovište ravničarskih indijanskih plemena Omaha, Sioux i Cheyenne. U nekim se plemenima Dvolični opisuju kao ogre (džinovi ljudožderi), ali najčešće podsjećaju na čovjeka osim što imaju drugo lice na stražnjoj strani glave. Ako ljudi uspostave kontakt očima s ovim drugim licem, bit će ili mrtvi ili paralizirani od straha dok se Dvolični ne vrati da ih ubije. U nekim tradicijama postoji samo jedno dvolično lice (žensko u nekim plemenima, a muško u drugim), dok druge tradicije sugeriraju cijelu rasu dvoličnih. Nedjela Two-Facea kreću se od ubojstava i sakaćenja ljudi, do kanibalizma, otmice ili čak samo zastrašivanja djece koja se loše ponašaju. U nekim legendama Siouxa, Double Face Woman kriva je za napadaje u djetinjstvu i noćne strahove. U mitologiji Omaha, dvolični je taj koji ubija trudnu majku Heroja blizanaca.